# فرنسيسكو فيانا
فرنسيسكو فيانا هو عازف قيثارة برتغالي، ولد في 1895، وتوفي في 1945.